# Never Gonna Give You Up
«Never Gonna Give You Up» (с англ. — «Никогда тебя не брошу») — дебютный сингл Рика Эстли, выпущенный 27 июля 1987 года с его дебютного альбома Whenever You Need Somebody (1987). Он стал мировым хитом, первоначально заняв 1-е место в Великобритании в 1987 году, где он оставался на вершине чарта в течение пяти недель и стал самым продаваемым синглом того года. В результате он возглавил чарты в 25 странах, включая США и Германию. Песня стала лучшим британским синглом на церемонии Brit Awards 1988 года.
Клип на песню стал основой для интернет-мема «Рикроллинг». В 2008 году Эстли получил музыкальную премию MTV Europe Music Award за лучший номер с этой песней в  результате коллективного голосования тысяч людей в интернете. Эта песня считается фирменной песней Эстли, и он часто исполняет ее в конце  своих концертов.

## История
Сингл был записан на студии PWL в Лондоне. Басовые линии песни были созданы с помощью цифрового синтезатора Yamaha DX7, в то время как для барабанов и секвенирования использовался Linn 9000. Другое используемое оборудование включало аналоговый синтезатор Roland Juno-106 и ревербераторы Yamaha Rev5 и Rev7.

## Успех
12 марта 1988 года сингл достиг 1-го места в американском Billboard Hot 100. Далее он возглавил чарты в 25 странах мира.Сингл также занял 1-е место в ежегодных чартах в Великобритании и Южной Африке. В целом он набрал 2,5 миллиарда просмотров, включая мемы, на Spotify, Apple Music и YouTube.

## Музыкальный клип
Клип на песню был снят режиссером Саймоном Уэстом. Съемки проходили в Лондоне, в основном в районе Харроу. 24 октября 2009 года был загружен на YouTube, 29 июля 2021 года набрал первый миллиард просмотров.

## Трек-лист
7" single
1. "Never Gonna Give You Up" (7" Vocal Mix) – 3:32
2. "Never Gonna Give You Up" (Instrumental) – 3:30

12" maxi
1. "Never Gonna Give You Up" (Cake mix) – 5:46
2. "Never Gonna Give You Up" (Instrumental) – 6:19
3. "Never Gonna Give You Up" – 3:32
4. "Never Gonna Give You Up" (Escape to New York mix) – 7:01
5. "Never Gonna Give You Up" (Escape from Newton mix) – 6:23

12" maxi
1. "Never Gonna Give You Up" (Cake mix) – 5:48
2. "Never Gonna Give You Up" (Instrumental) – 6:21
3. "Never Gonna Give You Up" – 3:32

12" single
1. "Never Gonna Give You Up" (Escape from Newton mix) – 6:30
2. "Never Gonna Give You Up" (Escape to New York mix) – 7:00

## Чарты
| Чарт (1987–1988)                                   | Высшая позиция |
| -------------------------------------------------- | -------------- |
| Австралия (ARIA Charts)                            | 1              |
| Австрия (Ö3 Austria Top 40)                        | 4              |
| Бельгия/Фландрия (Ultratop 50)                     | 1              |
| Канада (The Record)                                | 1              |
| Канада (RPM Adult Contemporary)                    | 1              |
| Канада (RPM Top Singles)                           | 1              |
| Дания                                              | 1              |
| Финляндия (Suomen virallinen lista)                | 1              |
| Франция (SNEP)                                     | 6              |
| Исландия (Íslenski Listinn Topp 10)                | 2              |
| Исландия (RÚV)                                     | 5              |
| Ирландия (IRMA)                                    | 2              |
| Италия (FIMI)                                      | 3              |
| Нидерланды (Dutch Top 40)                          | 1              |
| Нидерланды (Single Top 100)                        | 1              |
| Новая Зеландия (Recorded Music NZ)                 | 1              |
| Норвегия (VG-lista)                                | 1              |
| ЮАР (Springbok Radio)                              | 1              |
| Испания (AFYVE)                                    | 1              |
| Швеция (Sverigetopplistan)                         | 1              |
| Швейцария (Schweizer Hitparade)                    | 2              |
| Великобритания (OCC UK Singles)                    | 1              |
| США (Billboard Adult Contemporary)                 | 1              |
| США Billboard Hot 100                              | 1              |
| США Cash Box Top 100                               | 1              |
| США (Billboard Dance Club Songs)                   | 1              |
| США Hot Dance Music/Maxi-Singles Sales (Billboard) | 1              |
| ФРГ (GfK)                                          | 1              |
| Зимбабве (ZIMA)                                    | 1              |

| Чарт (2008)                     | Высшая позиция |
| ------------------------------- | -------------- |
| Великобритания (OCC UK Singles) | 73             |

| Чарт (1987)                          | Позиция |
| ------------------------------------ | ------- |
| Belgium (Ultratop 50 Flanders)       | 7       |
| France (IFOP)                        | 39      |
| Germany (Media Control Charts)       | 14      |
| Italy (FIMI)                         | 13      |
| Netherlands (Dutch Top 40)           | 6       |
| Netherlands (Single Top 100)         | 5       |
| Switzerland (Schweizer Hitparade)    | 20      |
| UK Singles (Official Charts Company) | 1       |

| Чарт (1988)                     | Позиция |
| ------------------------------- | ------- |
| Australia (ARIA)                | 8       |
| South Africa (Springbok Radio)  | 1       |
| US Billboard Adult Contemporary | 8       |
| US Billboard Hot 100            | 4       |
| US Cash Box                     | 2       |

| Чарт                                 | Позиция |
| ------------------------------------ | ------- |
| UK Singles (Official Charts Company) | 169     |
| US Billboard Hot 100 (1958-2018)     | 449     |

## Сертификации
| Регион                                                      | Сертификация | Продажи   |
| ----------------------------------------------------------- | ------------ | --------- |
| Австралия (ARIA)                                            | Золотой      | 35 000^   |
| Канада (Music Canada)                                       | Золотой      | 50,000^   |
| Франция (SNEP)                                              | Серебряный   | 267,000   |
| Германия (BVMI)                                             | Золотой      | 500 000^  |
| Нидерланды (NVPI)                                           | Платиновый   | 100 000^  |
| Швеция (GLF)                                                | Золотой      | 25 000^   |
| Великобритания (BPI)                                        | Платиновый   | 1,000,000 |
| США (RIAA)                                                  | Золотой      | 500 000^  |
| ^ Данные о тиражах приведены только на основе сертификации. |              |           |

## Интернет-мем
В 2007 году появился интернет-мем «рикроллинг», когда один из пользователей якобы перезалил официальный трейлер игры GTA IV на YouTube, но вместо обещанного разместил по ссылке видеоклип к песне «Never Gonna Give You Up». Смысл мема заключается в предоставлении кому-либо ссылки на видеоклип Рика Эстли с данной композицией. Размещающий ссылку предлагает перейти по ней для скачивания игр, фотографий, текстов, видеозаписей и т. п.